# HHH - Triple H
HHH - Triple H (HHH トリプルエッチ?, HHH Toripuruecchi) è un manga giapponese di genere hentai scritto e disegnato da Distance. La serie è divisa in otto capitoli raccolti in un unico tankōbon pubblicato in Giappone da Core Magazine nel 2010 con il divieto ai minori di 18 anni. Dal 26 novembre dello stesso anno fino al 3 febbraio 2012 è stata prodotta una serie anime di quattro OAV basata sul manga. In Italia il manga è edito da Magic Press e il volume è stato pubblicato il 5 maggio 2012; la serie animata è invece inedita.

## Trama
HHH - Triple H è composto da una storia principale, il capitolo di Shigure, e da due storie secondarie.

### Capitolo di Shigure
Komatsu Kita è un semplice studente del liceo, senza alcuna particolare abilità. Un giorno, mentre è incaricato di fare le pulizie nelle classi, trova la ragazza più popolare della scuola, Shigure Takashima, intenta a masturbarsi. Lei, in preda all'eccitazione, lo costringe a copulare e da allora il loro rapporto sentimentale è continuato, ogni giorno di più.

### Capitolo di Konami
Un ragazzo è rimasto da solo a casa sua e viene ospitato dai suoi vicini, dove abita la sua amica d'infanzia Konami. Il giovane, dopo aver mangiato la cena, nota che Konami sta dormendo e, ripensando a un sogno erotico fatto su di lei, le tocca il seno. Tuttavia non riesce più a smettere e nel momento in cui si sveglia ha un rapporto con lei, rivelandole di amarla. Konami ricambia i suoi sentimenti e il ragazzo lo fa con lei una seconda volta. Konami è quindi preoccupata di essere rimasta incinta, ma il ragazzo (che lei chiama Onii-chan, ovvero Fratellone) le assicura di prendersi le sue responsabilità.

### Capitolo di Miyuki
Miyuki è una giovane studentessa delle medie, che si ritrova ad avere una serie di relazioni sessuali con il suo perverso patrigno, di cui non viene detto il nome. Alla fine della storia lei si ritrova ad essere incinta, con la gioia di lui che voleva un figlio da lei.

## Personaggi
Komatsu Kita (北小松?, Kita Komatsu)
Doppiato da: Iimiya Hayato
Semplice liceale di famiglia modesta che si ritrova ad avere una serie di relazioni sessuali con una studentessa più grande di lui e la più popolare della scuola, Shigure Takashima, della quale inizialmente era segretamente innamorato, ma poi si è ritrovato ad averne paura per la sua continua voglia di rapporti sessuali. Alla fine della serie la sposa e ha un figlio.
Shigure Takashima (高島 しぐれ?, Takashima Shigure)
Doppiata da: Yukari Honma
Presidentessa del consiglio studentesco della sua scuola, può sembrare perfetta se vista da fuori, ma nasconde la cattiva abitudine di masturbarsi a scuola. Questo suo lato nascosto viene scoperto da un suo kōhai, Komatsu Kita, il quale è segretamente innamorato di lei. Shigure trova in lui il suo sfogo sessuale, trascinandolo in situazioni imbarazzanti, anche se alla fine scoprirà di amarlo e per questo lo sposerà.
Konami
Doppiata da: Hiromi Igarashi
Protagonista femminile della seconda storia, è una giovane ragazza dai capelli color castano e dal seno enorme, che si innamora e ha una relazione con il suo amico d'infanzia da lei chiamato Onii-chan.
Onii-chan (お兄ちゃん?, Onii-chan)
Doppiato da: Masahiro Yamanaka
Giovane ragazzo che, innamorato della sua amica d'infanzia Konami, quando viene ospitato a casa sua ha un rapporto sessuale con lei per la prima volta, dichiarandole ciò che prova.
Miyuki (みゆき?, Miyuki)
Doppiata da: Kaori Mizuhashi
Studentessa delle medie che ha una serie di rapporti sessuali con il suo patrigno e si ritrova ad essere incinta.
Otō-san (お父さん?, Otō-san)
Doppiato da: Katsuyuki Konishi
Patrigno di Miyuki del quale non si conosce il nome, è da lei chiamato Otō-san o vecchio pervertito. Ha una serie di relazioni sessuali con lei poiché, come detto da lui stesso, attratto dalla sua giovane vagina. Alla fine della storia è felice di avere da lei un figlio.

## Media

### Manga
Scritto e disegnato da Distance, il manga è diviso in otto capitoli raccolti in un unico tankōbon pubblicato in Giappone da Core Magazine nel 2010 con il divieto ai minori di 18 anni. In Italia tale volume è stato pubblicato dall'editore Magic Press il 5 maggio 2012, in seguito all'annuncio dell'acquisizione della licenza per la distribuzione sul territorio italiano avvenuta durante il Lucca Comics & Games 2011.

### Anime
Un adattamento animato del manga è stato pubblicato come serie di OVA dal 26 novembre 2010 al 3 febbraio 2012. Esso è composto da quattro episodi: il primo riassume i capitoli 1-2-4 del manga, tralasciando diversi particolari e scene; il secondo tratta il capitolo 7, dedicato alla storia di Konami; il terzo tratta il capitolo 8, dedicato alla storia di Miyuki; il quarto ed ultimo conclude la storia di Shigure, adattando i capitoli 5 e 6. In Italia è inedito.